# Королівська сім'я з Бродвею
Королівська сім'я з Бродвею (англ. The Royal Family of Brodway) — американська кінокомедія режисера Джорджа Кьюкора 1930 року. На 4-й церемоній нагородження премії «Оскар» фільм був номінований на категорію найкраща чоловіча роль (Фредрік Марч).

## Сюжет
Джулі Кавендіш — нащадок відомого роду великих бродвейських акторів. Мати її і досі виступає на сцені театру, а брат починає кар'єру в Голлівуді. Однак сама вона знаходиться на роздоріжжі — йти по стопах рідних, або стати розсудливою і завести сім'ю? І з одного боку — слава і визнання, але з іншого — впливовий магнат і денді з Південної Америки, Гілмор Маршалл, який поклав на неї око. Залишилося лише вибрати…

## У ролях
- Іна Клер — Джулі Кавендіш
- Фредрік Марч — Тоні Кавендіш
- Мері Брайан — Гвен Кавендіш
- Генріетта Кросман — Фанні Кавендіш
- Чарльз Старретт — Перрі
- Арнольд Корфф — Оскар Вулф
- Френк Конрой — Гілмор Маршалл
- Роял С. Стаут — Джо
- Елсі Есмонд — Делла
- Мюррей Елпер — МакДермотт
- Веслі Старк
- Хершел Майял — лікар